# Helmuth Schmalzl
Helmuth Schmalzl (* 8. Oktober 1948 in St. Ulrich in Gröden) ist ein ehemaliger italienischer Skirennläufer. Der Südtiroler gehörte in der ersten Hälfte der 1970er Jahre zu den weltweit besten Riesenslalomfahrern. Nach seinem Rücktritt war er mehr als ein Jahrzehnt lang als Trainer der italienischen Ski-Nationalmannschaft tätig, von 1998 bis 2014 war er Weltcup-Renndirektor der FIS.

## Biografie
Schmalzl gewann als Zehnter der Abfahrt in Gröden am 14. Februar 1969 die ersten Weltcuppunkte. Bis zur nächsten Erfolgsmeldung vergingen jedoch drei Jahre. In der Zwischenzeit hatte sich Schmalzl auf die Disziplinen Riesenslalom und Slalom spezialisiert. Bei den Olympischen Winterspielen 1972 in Sapporo fuhr er im Slalom auf den sechsten Platz. Nur eine Woche später erzielte er als Dritter des Riesenslaloms in Banff die erste Podestplatzierung.
In der darauf folgenden Saison 1972/73 kamen zwei weitere dritte Plätze in den Riesenslaloms des Kriterium des ersten Schnees in Val-d’Isère und der 3-Tre-Rennen in Madonna di Campiglio sowie mehrere Platzierungen unter den besten zehn hinzu. In der Riesenslalom-Disziplinenwertung wurde Schmalzl Sechster. Ähnlich erfolgreich verlief die Saison 1973/74. Am 8. Dezember 1973 fuhr er im Riesenslalom von Val-d’Isère auf den zweiten Platz und erzielte damit das beste Resultat seiner Karriere. In der Disziplinenwertung war er schließlich Vierter. Ebenfalls Vierter im Riesenslalom wurde er bei den Weltmeisterschaften 1974 in St. Moritz.
Im März 1975 trat Schmalzl vom Spitzensport zurück. Danach arbeitete er als Direktor der Wintersportstation Piancavallo in der Nähe von Aviano. 1988 übernahm er das Amt des Cheftrainers der italienischen Skinationalmannschaft. Nachdem er Erfahrungen als Sicherheitschef der Weltcuppiste Saslong gesammelt hatte, wurde Schmalzl 1998 von der FIS zum technischen Delegierten ernannt. In dieser Funktion war er hauptsächlich für die Vorbereitung und die Kurssetzung von Abfahrtsrennen im Weltcup sowie bei Olympischen Spielen und Weltmeisterschaften zuständig. 2014 übernahm Hannes Trinkl diese Aufgabe.

## Erfolge

### Olympische Spiele
- Sapporo 1972: 6. Slalom

### Weltmeisterschaften
- St. Moritz 1974: 4. Riesenslalom

### Weltcup
- Saison 1972/73: 6. Riesenslalom-Weltcup
- Saison 1973/74: 4. Riesenslalom-Weltcup
- 4 Podestplätze

### Italienische Meisterschaften
- Zweifacher italienischer Meister (Kombination 1971, Riesenslalom 1973).